# شو شي (كاتبة)
شو شي (بالإنجليزية: Xu Xi)‏ (1954، هونغ كونغ في الصين)؛ روائية أمريكية. درست في جامعة ماساتشوستس في أمهرست.